# Kim Graham
Kimberly Elaine "Kim" Graham (ur. 26 marca 1971 w Durham) – amerykańska lekkoatletka specjalizująca się w długich biegach sprinterskich, uczestniczka letnich igrzysk olimpijskich w Atlancie (1996), srebrna medalistka olimpijska w biegu sztafetowym 4 × 400 metrów.

## Sukcesy sportowe

### Igrzyska olimpijskie
| Miejsce | Dzień       | Rok  | Miejscowość | Konkurencja        | Czas biegu  | Strata | Zwycięzca        |
| ------- | ----------- | ---- | ----------- | ------------------ | ----------- | ------ | ---------------- |
| 10.     | 28 lipca    | 1996 | Atlanta     | bieg na 400 m      | 51,13 s     | -      | Marie-José Pérec |
| złoto   | 30 sierpnia | 1996 | Atlanta     | sztafeta 4 x 400 m | 3:20,91 min | -      | -                |

### Mistrzostwa świata
| Miejsce | Dzień       | Rok  | Miejscowość | Konkurencja        | Czas biegu  | Strata   | Zwycięzca        |
| ------- | ----------- | ---- | ----------- | ------------------ | ----------- | -------- | ---------------- |
| 16.     | 6 sierpnia  | 1995 | Göteborg    | bieg na 400 m      | 51,77 s     | -        | Marie-José Pérec |
| złoto   | 13 sierpnia | 1995 | Göteborg    | sztafeta 4 x 400 m | 3:22,39 min | -        | -                |
| 12.     | 3 sierpnia  | 1997 | Ateny       | bieg na 400 m      | 51,54 s     | -        | Cathy Freeman    |
| srebro  | 10 sierpnia | 1997 | Ateny       | sztafeta 4 x 400 m | 3:21,03 min | + 0,11 s | Niemcy           |

### Halowe mistrzostwa świata
| Miejsce | Dzień    | Rok  | Miejscowość | Konkurencja        | Czas biegu  | Strata   | Zwycięzca       |
| ------- | -------- | ---- | ----------- | ------------------ | ----------- | -------- | --------------- |
| 11.     | 11 marca | 1995 | Barcelona   | bieg na 400 m      | 53,46 s     | -        | Irina Priwałowa |
| brąz    | 12 marca | 1995 | Barcelona   | sztafeta 4 x 400 m | 3:31,43 min | + 2,14 s | Rosja           |

## Rekordy życiowe
- bieg na 200 metrów – 22,98 – Noisy-le-Grand 03/07/1993
- bieg na 300 metrów – 36,75 – Londyn 11/08/1996
- bieg na 400 metrów – 50,53 – Atlanta 17/06/1996
- bieg na 400 metrów (hala) – 52,11 – Atlanta 02/03/1996